# كعكة دهن الخنزير
كعكة دهن الخنزيز (بالإنجليزية: Lardy cake) وتُعرف أيضًا باسم خبز دهن الخنزير، ولاردي جونز، وكعكة العجين، والدريبر، وكعكة العصر، وهي نوع تقليدي من الخبز المُتبّل الغني بدهن الخنزير، وتُعد من المخبوزات التقليدية في عدة مقاطعات جنوبية من إنجلترا، منها ساسكس، وسري، وهامبشاير، وباركشير، وويلتشاير، ودورست، وغلوسترشير. وتتنافس هذه المناطق فيما بينها لأعتبار كلٍ منها المنشأ الأصلي لهذه الكعكة. ولا تزال كعكة دهن الخنزير تحظى بشعبية ككعكة شاي تُقدَّم في عطلة نهاية الأسبوع.

## الوصف
تُعد كعكة دهن الخنزير نوعًا تقليديًا من كعكة الشاي الإنجليزي، وتنتشر شعبيتها في المناطق الريفية من إنجلترا. ويُحضّر هذا الخبز من عجينة خبز عادية يُضاف إليها مزيج لزج من دهن الخنزير، والسكر، والطحين، والتوابل، والزبيب، والكشمش الأسود. تُفرد العجينة وتُطوى عدة مرات بطريقة تشبه تحضير العجينة المنتفخة، مما يمنحها قوامًا دهنيًا.

## نبذة تاريخية
كانت كعكة دهن الخنزير تُعدّ في السابق من الحلويات الخاصة بالمناسبات والاحتفالات، مثل مواسم الحصاد أو المهرجانات العائلية. وكما هو الحال مع كعكة الزنجبيل، كانت تُباع أيضًا في الأسواق والمهرجانات المحلية. وتُشير الكاتبة في مجال الطهو إليزابيث ديفيد في عام 1977 إلى أن هذا النوع من الكعك لم يكن يُحضّر أو يُباع بشكل منتظم إلا بعد أن أصبح السكر زهيد الثمن، وازداد اتجاه الذوق الإنجليزي نحو الحلويات، خاصة في مناطق وسط وشمال البلاد.
ويُقال إن كعكة اللاردية نشأت في المناطق التي تقع على حدود الخط الطباشيري في إنجلترا، والذي يمتد من مقاطعة ويلتشير مرورًا بأوكسفوردشير إلى كامبريدجشير.
وفي الفترات التي كانت فيها الأفران تُشعَل مرة واحدة فقط في الأسبوع، أو حتى مرة كل أسبوعين، لإعداد كميات كبيرة من الخبز والمخبوزات، كانت تُستغلّ العجينة المتبقية في صنع كعكات أغنى مثل كعكة دهن الخنزير، والتي كانت تُعرف أحيانًا باسم كعكات البقايا. كما كانت تُعرف باسم كعكات الفليد، حيث يشير مصطلح فليد إلى نوع خفيف من دهن الخنزير يُجمع من الأغشية الداخلية للخنزير. وكانت نسبة الدهون العالية في هذه الكعكات تُساعد في منع جفافها بسرعة، مقارنةً بالخبز العادي.
وتذكر إليزابيث ديفيد أن كتاب طبخ من هامبشاير ينصح بقلب الكعكة بعد الخَبز حتى يتغلغل دهن الخنزير في العجينة. وعلى الرغم من أنه من الممكن نظريًا استبدال دهن الخنزير بالزبدة، فإن ديفيد تسخر من الفكرة قائلة: "كيف تكون كعكة دهن الخنزير من دون دهن الخنزير؟" 

## طريقة التحضير
وبحسب الكاتبة في مجال الطهو إليزابيث ديفيد، فإن دهن الخنزير في كعكة دهن الخنزير يُضاف غالبًا إلى العجينة العادية بعد الارتفاع الأول أو ما يُعرف بعملية التخمير. كما تُشير ديفيد أيضًا إلى أنه "إذا لم تتمكن من الحصول على دهن خنزير نقي، فلا تحاول إعداد كعكة دهن الخنزير أصلًا".